# Jaapiella glycyrhizae
Jaapiella glycyrhizae är en tvåvingeart som beskrevs av Fedotova 1983. Jaapiella glycyrhizae ingår i släktet Jaapiella och familjen gallmyggor.
Artens utbredningsområde är Kazakstan. Inga underarter finns listade i Catalogue of Life.